# Mimosa pueblensis
Mimosa pueblensis là một loài thực vật có hoa trong họ Đậu. Loài này được R.Grether miêu tả khoa học đầu tiên.